# Seznam křesťanských rozhlasových stanic a internetových rádií
Toto je seznam křesťanských rádií.

## Česko
- Radio7
- AWRádio
- HCJB (Česko)
- Radio Proglas
- TWR-CZ
  - Český rozhlas – relace: Křesťanský týdeník, Křesťanské ozvěny, Doteky víry, Dobrá vůle, Hovory o víře, Kořeny, Křesťanský týdeník, Křesťanská vlna, Liturgický rok v hudbě , Nedělní Doteky víry, Nokturno nejen pro osamělé, Prameny a proudy, Ranní Slovo, Ranní úvaha, Slovo na neděli, Slovo na příští týden, Sobotní Doteky víry, Výzvy přítomnosti, Zaostřeno na církve

## Slovensko
- Rádio 7
- Rádio Lumen
- Rádio Nádej
  - Slovenský rozhlas – relace: Ranné zamyslenie, Frekvencia mladých (Frekvencia M), Cesty, Kresťanský týždenník, Hudba-život-viera, Kresťanská nedeľa, Slovo pre veriacich i neveriacich, Ekuména vo svete, Rádio Vatikán

## Svět
- Adventist World Radio
- AllWorship
- CITV – The Christian Internet Radio & Television Network
- TheFish 95.9fm
- Heaven 97 – (Kajmanské ostrovy)
- HCJB world radio
- HIS Radio – (USA)
- Hope Radio – (Hope Channel – Německo)
- Christian Music Today Radio
- KGWP – (USA)
- K Love Radio
- Voice of Tangier – (Maroko)
- Voix de la Charité – (Libanon) signál pokrývá i tito krajiny: Sýrie, Cyprus, Egypt, Jordánsko a Svatá zem
- MKL (radio) – Magyar Katolikus Rádió – (Maďarsko)
- Radio Horeb – (Německo)
- Radio Impacto – (Guatemala)
- Radio Maria
  - Radio Maria (Itálie) – (Itálie)
  - Radio Maria (Rumunsko) – (Rumunsko)
  - Radio Maria (Rusko) – Радио Мария – (Rusko)
- Radio Marija – (Chorvatsko)
- Radio Maryja – (Polsko)
- Radio Ognjišče – (Slovinsko)
- Radio Vatikán
- Sion (radio) – (Bulharsko)
- Szent István Rádió – (Maďarsko)
- The Voice Of Prophecy
- Trans World Radio